# 1885年至1886年英格蘭足總盃
1885/86球季英格蘭足總盃（英語：FA Cup），是第15屆英格蘭足總盃，今屆賽事的冠軍是布力般流浪，他們在決賽以2:0 (重賽)擊敗西布朗，奪得冠軍。本屆賽事繼續在橢圓體育場舉行。
重賽被安排在馬場球場舉行，布力般贏得足總盃三連霸。

## 外部連結
1. 英格蘭足總盃官網Archive-It的存檔，存档日期2012-04-24
2. 英格蘭足總盃 歷屆冠軍（页面存档备份，存于）